# کاسپر آندریاس
کاسپر آندریاس (انگلیسی: Casper Andreas؛ زادهٔ ۲۸ سپتامبر ۱۹۷۲) کارگردان فیلم، و فیلم‌نامه‌نویس زاده سوئد و اهل آمریکا است.
از فیلم‌ها یا برنامه‌های تلویزیونی که وی در آن نقش داشته‌است می‌توان به هاوایی فایو-زیرو، مرا ببوس، مرا بکش و کالین فیتز زندگی می‌کند! اشاره کرد.